# Погородненский сельсовет
Погородненский сельсовет — административная единица на территории Вороновского района Гродненской области Республики Беларусь. Административный центр — агрогородок Погородно.

## История
3 ноября 2013 года в состав Погородненского сельсовета включены населённые пункты упразднённого Полецкишского сельсовета — агрогородок Полецкишки, деревни Войдаги, Довгялы, Дробишуны, Дутишки, Мухлядишки, Поройсть, Товзгиняны, Ясянцы и хутора Гута, Чеглики, Юндилишки.

## Состав
Погородненский сельсовет включает 30 населённых пунктов:
- Абалишки — хутор.
- Войдаги — деревня.
- Гольмантишки — деревня.
- Грубянцы — хутор.
- Гута — хутор.
- Довгердишки — деревня.
- Довгялы — деревня.
- Дробишуны — деревня.
- Дутишки — деревня.
- Жусины — деревня.
- Заречье — деревня.
- Ёни — хутор.
- Конюхи — деревня.
- Лопатишки — деревня.
- Мухлядишки — деревня.
- Осова — деревня.
- Повиланцы — хутор.
- Погородно — агрогородок.
- Подворанцы — деревня.
- Поди — деревня.
- Подитва — деревня.
- Полецкишки — агрогородок.
- Поройсть — деревня.
- Протишки — хутор.
- Татарка — деревня.
- Товзгиняны — деревня.
- Трумпишки — деревня.
- Чеглики — хутор.
- Юндилишки — хутор.
- Ясянцы — деревня.

## Культура
- Музейная комната "Спадчына" ГУО "Полецкишская средняя школа" (2004 г.) в аг. Полецкишки
- Этнографический уголок "Матывы роднага краю" филиала "Полецкишский центр культуры и досуга" (2000 г.) в аг. Полецкишки

## Достопримечательность
- Костёл Святого Юрия (Георгия) в д. Осова
- Каплица в аг. Погородно
- Каплица в аг. Полецкишки
- Каплица в д. Подитва